# Dohalice (Osvračín)
Dohalice jsou malá vesnice, část obce Osvračín v okrese Domažlice v Plzeňském kraji. Nachází se asi tři kilometry jihovýchodně od Osvračína. Je zde evidováno 13 adres. V roce 2011 zde trvale žili čtyři obyvatelé.
Dohalice leží v katastrálním území Osvračín o výměře 11,24 km².

## Historie
První písemná zmínka o vesnici pochází z roku 1839.

## Obyvatelstvo
| Rok            | 1869 | 1880 | 1890 | 1900 | 1910 | 1921 | 1930 | 1950 | 1961 | 1970 | 1980 | 1991 | 2001 | 2011 | 2021 |
| -------------- | ---- | ---- | ---- | ---- | ---- | ---- | ---- | ---- | ---- | ---- | ---- | ---- | ---- | ---- | ---- |
| Počet obyvatel | 58   | 64   | 69   | 69   | 82   | 82   | 78   | 85   | 20   | 19   | 10   | 7    | 3    | 4    | 6    |
| Počet domů     | 14   | 14   | 14   | 14   | 14   | 14   | 14   | 15   | 15   | 8    | 6    | 11   | 11   | 10   | 6    |

## Obecní správa
Při sčítání lidu v letech 1850–1959 Dohalice byly osadou obce Lštění v okrese Horšovský Týn (v letech 1850–1910 Horšův Týn). Od roku 1960 jsou částí obce Osvračín v okrese Domažlice.

## Další fotografie

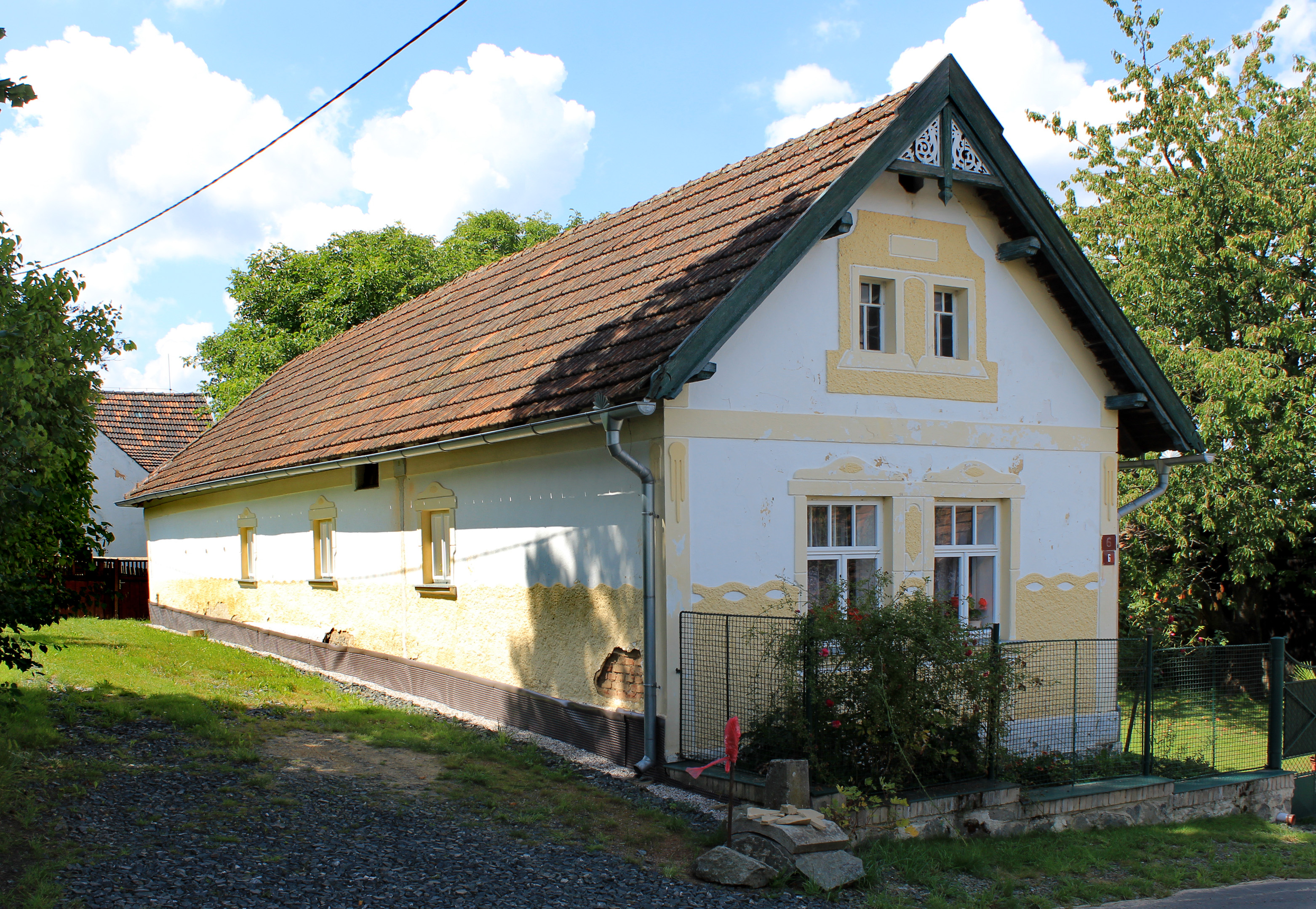
Chalupa čp. 6
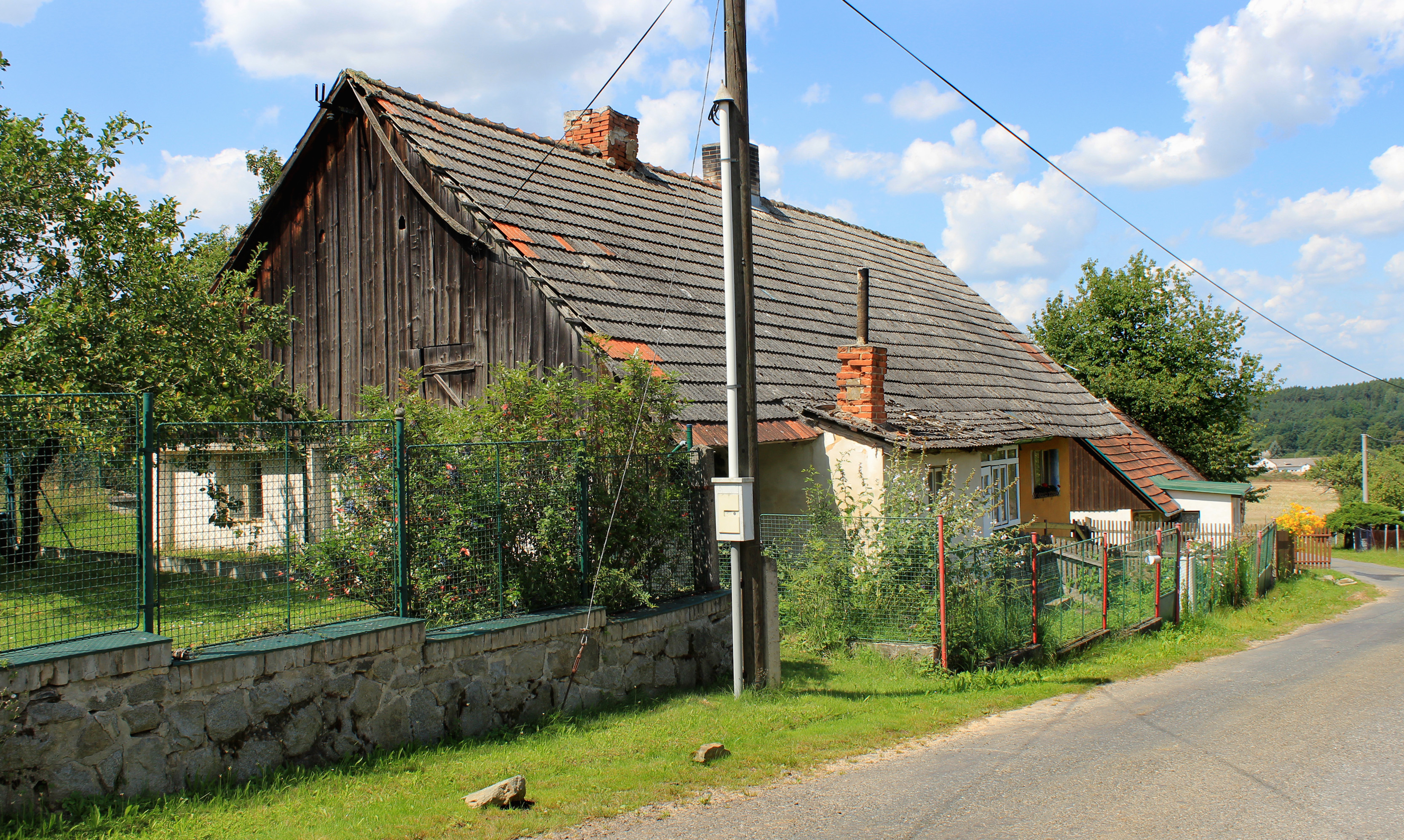
Chalupa čp. 10
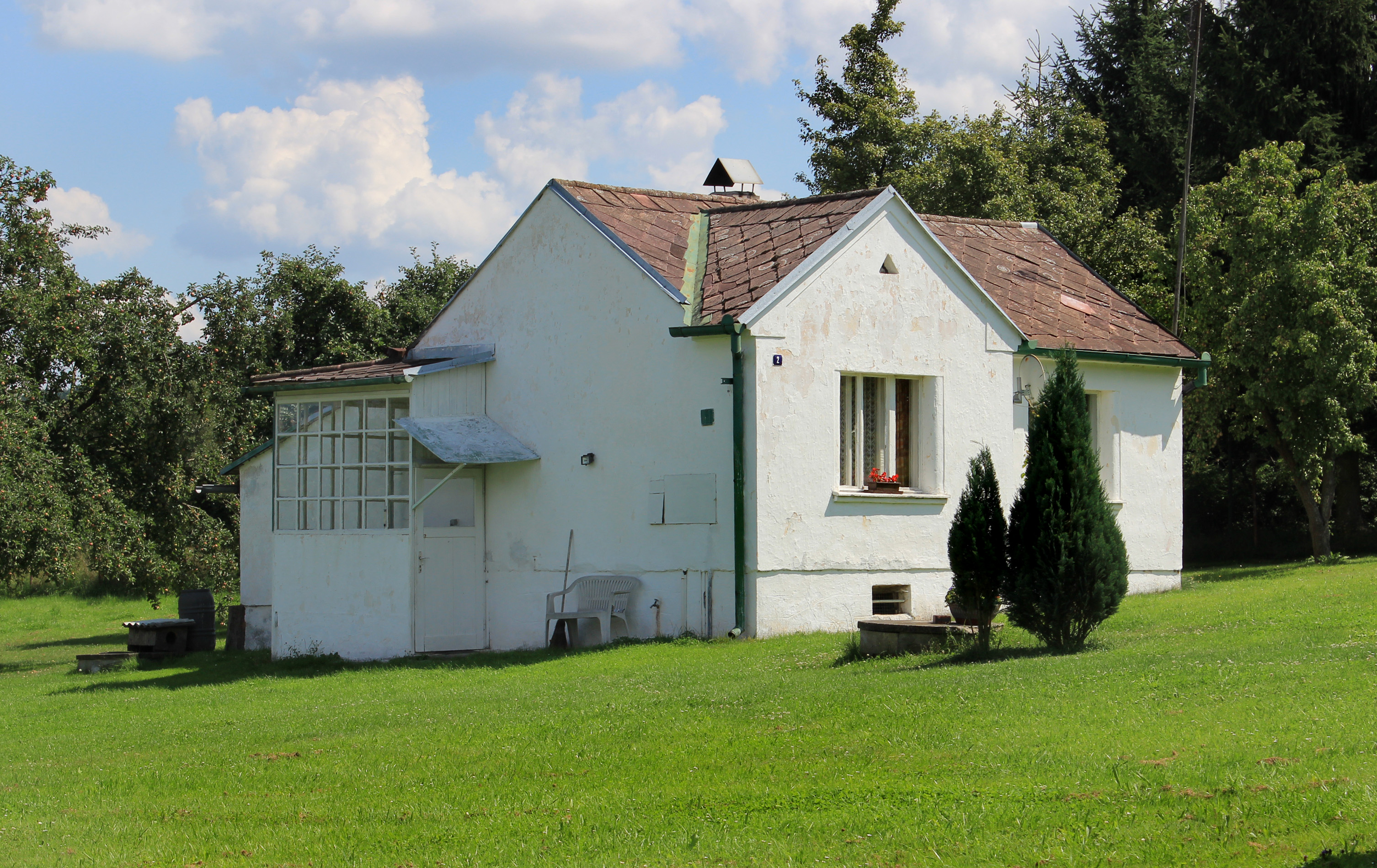
Domek čp. 2